# 寺西美柚
寺西 美柚（てらにし みゆ、2003年12月22日 - ）は、日本の女性モデル。
東京都出身。Sugar&Spiceに所属。2009年初めごろからモデルとしてデビュー。モデル担当のためテレビ番組での出演は少ないが、CMでの出演は多い。

## 主な出演

### CM
- ヤマハ音楽教室
- 大塚製薬「オロナミンC」
- 一正蒲鉾「オホーツク発売30周年記念/子供のママと編」（2010年）
- バンダイ「T-PETS」（2011年7月）
- Canon「ピクサスポケモンプリントギャラリー」（2011年11月 - 2013年9月）
- 田中貴金属工業｢GINZA TANAKA BRIDAL｣（2012年）
- 森永乳業「クラフトスライスチーズ」（2013年3月 - ）

### 雑誌
- 光文社 女性誌「HERS」
- ボンメルシティ
- 隔週刊｢もっとデジイチライフ｣
- ニコ☆プチ「ガールズコレクション」
- 大日本印刷「DNPグループ企業案内」

### スチール
- ベネッセコーポレーション「チャレンジ2年生」